# Małgorzata Pazda-Pozorska
Małgorzata Pazda-Pozorska (ur. 16 lutego 1982) – polska lekkoatletka uprawiająca biegi długodystansowe, specjalizująca się w biegu 24-godzinnym i biegu na 100 km.

## Życiorys
W 2017 roku podczas Mistrzostw Polski w biegu na 100 km w Blizanowie zdobyła złoty medal z wynikiem 8:31.05.
W 2018 roku podczas Mistrzostw Polski w biegu na 100 km w Warszawie zdobyła złoty medal z wynikiem 8:05.38.
Podczas Mistrzostw Europy w biegu 24-godzinnym w Timișoarze zdobyła brązowy medal indywidualnie, oraz złoty medal drużynowo z wynikiem 240,697 km.
W 2019 roku podczas Mistrzostw Świata w Albi zdobyła srebrny medal drużynowo z wynikiem 235,021 km.
W 2020 roku podczas Mistrzostw Polski w biegu 24-godzinnym w Pabianicach zdobyła złoty medal z wynikiem 261,060 km.
W 2022 roku podczas Mistrzostw Europy w biegu 24-godzinnym w Weronie zdobyła brązowy medal indywidualnie, oraz złoty medal drużynowo z wynikiem 251,806 km.
Od 2017 roku reprezentuje klub AML Słupsk, a od 2019 roku jej trenerem jest Paweł Grzonka.

## Osiągnięcia
| Rok  | Impreza                                      | Miejsce              | Konkurencja   | Pozycja     | Wynik     |
| ---- | -------------------------------------------- | -------------------- | ------------- | ----------- | --------- |
| 2018 | Mistrzostwa Europy w biegu 24-godzinnym 2018 | Timișoara            | indywidualnie | 3. miejsce  | 240 697 m |
| 2018 | Mistrzostwa Europy w biegu 24-godzinnym 2018 | Timișoara            | drużynowo     | 1. miejsce  | 720 454 m |
| 2018 | Mistrzostwa Świata w biegu na 100 km 2018    | Sveti Martin na Muri | indywidualnie | 24. miejsce | 8:13:55   |
| 2018 | Mistrzostwa Świata w biegu na 100 km 2018    | Sveti Martin na Muri | drużynowo     | 5. miejsce  | 24:46:54  |
| 2019 | Mistrzostwa Świata w biegu na 50 km 2019     | Braszów              | indywidualnie | 28. miejsce | 3:37:04   |
| 2019 | Mistrzostwa Świata w biegu na 50 km 2019     | Braszów              | drużynowo     | 5. miejsce  | 10:45:37  |
| 2019 | Mistrzostwa Świata w biegu 24-godzinnym 2019 | Albi                 | indywidualnie | 10. miejsce | 235 021 m |
| 2019 | Mistrzostwa Świata w biegu 24-godzinnym 2019 | Albi                 | drużynowo     | 2. miejsce  | 721 124 m |
| 2022 | Mistrzostwa Europy w biegu 24-godzinnym 2022 | Werona               | indywidualnie | 3. miejsce  | 251 806 m |
| 2022 | Mistrzostwa Europy w biegu 24-godzinnym 2022 | Werona               | drużynowo     | 1. miejsce  | 754 822 m |
| 2024 | Mistrzostwa Świata w biegu na 100 km 2024    | Bengaluru            | indywidualnie | 36. miejsce | 9:23:53   |
| 2024 | Mistrzostwa Świata w biegu na 100 km 2024    | Bengaluru            | drużynowo     | 9. miejsce  | 26:55:14  |